# 이경태 (1947년)
이경태(李景台, 1947년 12월 26일 부산광역시~ )는 한국무역협회 국제무역연구원 원장을 지내고 고려대학교 석좌교수인 대한민국의 경제학자이자, 경제협력개발기구(OECD) 대표부 대사를 지낸 공직자이다.

## 학력
- 경기고등학교
- 서울대학교 경제학과
- 서울대학교 행정대학원
- 조지 워싱턴 대학교 대학원 경제학 박사

## 경력
- 상공부 장관 자문관
- 산업연구원 산업정책실 실장
- 산업연구원 산업연구부 부장
- 상공부 공업발전심의회 위원
- 한국산업조직학회 부회장
- 산업연구원 부원장
- 대통령자문 정책기획위원회 제2분과위원장
- 부산은행 비상임이사
- 대외경제정책연구원 원장
- 동아시아비전그룹 위원
- 아시아 태평양 경제협력체 (APEC) 교육재단 이사장
- 아시아 태평양 경제협력체 (APEC) 경제위원회 의장
- 국제금융센터 운영위원
- 경제협력개발기구(OECD) 대표부 대사
- 대통령직속 동북아시대위원회 위원
- 고려대학교 석좌교수

## 참고자료
- 이경태 네이트 인물검색